# Punceres
Punceres est l'une des treize municipalités de l'État de Monagas au Venezuela. Son chef-lieu est Quiriquire. En 2011, la population s'élève à 27 954 habitants.

## Géographie

### Subdivisions
La municipalité possède une seule paroisse civile et une parroquia capital, traduite ici par « capitale » (en italiques et suivie d'une astérisque) avec, chacune à sa tête, une capitale (entre parenthèses) :
- Cachipo (Cachipo) ;
- Capitale Punceres * (Quiriquire).